# Katsumi Tezuka
Katsumi Tezuka (手塚勝巳?, Tezuka Katsumi; Tokyo, 31 agosto 1912 – ...) è stato un attore e giocatore di baseball giapponese noto per aver impersonato molti kaijū ("mostro misterioso") del cinema giapponese.

## Biografia
Frequentò l'Università di Senshu a Tokyo e giocò per un anno nella squadra The Great Tokyo Forces nella Nippon Professional Baseball, prima della guerra entrò nel mondo del cinema come comparsa.
Nel dopoguerra decise di diventare attore e incominciò quindi una carriera prolifica con il regista Ishirō Honda e l'attore Haruo Nakajima per la casa di produzione Toho. 
Nel 1967 diede l'addio alle scene dopo 45 film. Nei film ha impersonato i kaijū di Godzilla, Angilas, Rodan, Varan e Meganulon.
Nel 2000 torna in attività per un'ultima volta dando voce a Kron in Dinosauri.

## Filmografia parziale
- Operazione kamikaze (Taiheiyô no washi), regia di Ishirō Honda (1953)
- Godzilla (Gojira), regia di Ishirô Honda (1954)
- Il re dei mostri (Gojira no gyakushû), regia di Motoyoshi Oda (1955)
- Rodan, il mostro alato (Sora no daikaijû Radon), regia di Ishirô Honda (1956)
- I misteriani (Chikyû Bôeigun), regia di Ishirô Honda (1957)
- Uomini H (Bijo to ekitai ningen), regia di Ishirô Honda (1958)
- Inferno nella stratosfera (Uchû daisensô), regia di Ishirô Honda (1959)
- Il trionfo di King Kong (Kingu Kongu tai Gojira), regia di Ishirô Honda (1961)
- L'ultimo volo delle aquile (Taiheiyo no tsubasa), regia di Shûe Matsubayashi (1963)
- Matango il mostro (Matango), regia di Ishirô Honda (1963)
- Watang! Nel favoloso impero dei mostri (Mosura tai Gojira), regia di Ishirô Honda (1964)